# Пфаррвайзах
Пфаррвайзах (нем. Pfarrweisach) — община в Германии, в земле Бавария. 
Подчиняется административному округу Нижняя Франкония. Входит в состав района Хасберге. Подчиняется управлению Эберн.  Население составляет 1549 человек (на 31 декабря 2010 года). Занимает площадь 28,43 км².

## Население
По оценке на 31 декабря 2015 года население общины Пфаррвайзах составляет 1487 чел. 

| Дата      | 1840 | 1871 | 1900 | 1925 | 1939 | 1950 | 1961 | 1970 | 1987 | 2011 |
| --------- | ---- | ---- | ---- | ---- | ---- | ---- | ---- | ---- | ---- | ---- |
| Население | 1454 | 1331 | 1226 | 1229 | 1243 | 1961 | 1573 | 1642 | 1595 | 1511 |

| Год       | 1960 | 1970 | 1980 | 1990 | 2000 | 2009 | 2010 | 2011 | 2012 | 2013 | 2014 | 2015 |
| --------- | ---- | ---- | ---- | ---- | ---- | ---- | ---- | ---- | ---- | ---- | ---- | ---- |
| Население | 1558 | 1628 | 1561 | 1574 | 1603 | 1551 | 1549 | 1513 | 1510 | 1517 | 1482 | 1487 |

## Достопримечательности
- Руины замка Лихтенштайн